# Szlif księżnej
Szlif księżnej − amerykański film romantyczny z chrześcijańskim przesłaniem. Swoja premierę miał w 2015 roku. 

## Treść
Grace jest młodą dziewczyną, mieszkającą na farmie rodziców. Marzy o idealnej miłości i ślubie z ukochanym. Jednak sprawy nie idą po jej myśli, a jej związek rozpada się. 

## Główne role
- Ashley Bratcher - Grace Anderson
- Joseph Gray - Clint Masters
- Rusty Martin Sr. -  Jim Anderson
- Mimi Sagadin - Katherine Anderson
- Rusty Martin - Robert Anderson
- Evan Brinkman - Drew Anderson